# Endosperm

Schema des Aufbaus eines Samens einer zweikeimblättrigen Pflanze. Der innen liegende Embryo besteht aus den Keimblättern (c) und dem Hypokotyl (d). Er ist umgeben vom Endosperm (b) und dieses von der Samenschale (a).

Das Endosperm (von altgriechisch ἔνδον endon, deutsch ‚innen‘ und altgriechisch σπέρμα spérma, deutsch ‚Same‘) ist einer der drei Hauptbestandteile des Samens der Samenpflanzen (Spermatophyta). Es umgibt typischerweise den Embryo und wird seinerseits von der Samenschale umschlossen. Während der Entwicklung des Samens ernährt es den Embryo, indem es die Zufuhr von Nährstoffen vermittelt. Bei den meisten Samenpflanzen lagert es auch selbst Nährstoffe ein und bleibt im reifen Samen als Nährgewebe erhalten, das bei der Keimung den Keimling ernährt. Der Entdecker des Endosperms war Joseph Gärtner, der es in De fructibus et seminibus plantarum (1788/91) von dem Embryo unterschied.

## Entwicklung
Bei den nacktsamigen Pflanzen (Gymnospermae), zu denen die Nadelhölzer gehören, entwickelt sich ein haploides Endosperm aus dem weiblichen Gametophyten (primäres Endosperm). Bei den Bedecktsamern (Angiospermae, Blütenpflanzen) findet eine doppelte Befruchtung statt, bei der neben der Eizelle auch der diploide sekundäre Embryosackkern befruchtet wird und so eine triploide Zelle entsteht, aus der das triploide sekundäre Endosperm hervorgeht. Bei den Seerosenartigen und den Nachtkerzengewächsen wird nur ein haploider Polkern befruchtet, und das Endosperm ist folglich diploid, während die Pfeffergewächse und die Bleiwurzgewächse höhere Ploidiegrade im Endosperm aufweisen.
Die Entwicklung des Endosperms der meisten Blütenpflanzen beginnt kurz nach der Befruchtung mit einer coenocytischen oder nukleären Phase, in der durch freie Kernteilungen (Mitosen) ohne anschließende Zellteilungen ein vielkerniger Coenocyt entsteht. Bei der Acker-Schmalwand (Arabidopsis thaliana), dem am besten untersuchten Modellorganismus, resultieren aus acht aufeinanderfolgenden Mitosen etwa 200 Zellkerne, die in der Peripherie des Coenocyten liegen, während dessen innerer Bereich durch eine große Vakuole ausgefüllt ist. Dagegen endet die coenocytische Phase bei der Sonnenblume bereits nach drei Mitosen (weniger als 10 Zellkerne), und bei manchen Pflanzen fällt sie ganz weg. Im Normalfall endet sie, indem zwischen allen benachbarten Zellkernen zeitgleich und ausgehend von der den Coenocyten umgebenden Wand Zellwände ausgebildet werden. So entstehen zunächst nach innen, zur Vakuole hin, offene Kammern (Alveolen), die je einen Zellkern und das ihn umgebende Cytoplasma enthalten. Anschließend werden durch synchrone perikline Zellteilungen zur Vakuole hin weitere Schichten von Alveolen gebildet, während die jeweils vorherigen Alveolen geschlossen werden. Dies schreitet so lange fort, bis die Vakuole verschwunden und das gesamte Endosperm zellulär gegliedert ist.
Die weitere Entwicklung wurde hauptsächlich bei Süßgräsern (Getreide) untersucht. Bei ihnen setzt nach dem Abschluss der gerade beschriebenen Zellularisierung ein rapides Wachstum des Endosperms ein, das durch weitere Zellteilungen und eine Vergrößerung der Zellen erreicht wird. In den meisten Zellen werden in Amyloplasten große Mengen an Stärke gebildet und eingelagert; daneben werden in geringerem Maß auch Speicherproteine (Prolamine) akkumuliert. Diese Zellen sterben schließlich ab (Programmierter Zelltod) und bilden im reifen Getreidekorn den Mehlkörper, der hauptsächlich aus Stärkekörnern (abgestorbene Amyloplasten) und Protein besteht. Dagegen bleiben eine oder mehrere periphere Zellschichten als Aleuronschicht am Leben. Sie bilden bei der Keimung Enzyme zur Mobilisierung der Reservestoffe im Mehlkörper.
Bei der Kokospalme bleibt das Endosperm großteils bis zum Ende als flüssiges Coenocytium (Kokoswasser) erhalten. Erst wenn die Kokosnuss etwa 15 cm lang ist, beginnt in der Peripherie eine Zellularisierung, aus der das feste Fruchtfleisch hervorgeht. Auf der anderen Seite entwickelt sich das Endosperm bei diversen Familien der Blütenpflanzen von Anfang an zellulär: Jede Kernteilung ist mit einer Zellteilung verbunden.
Manche Blütenpflanzen bilden zusätzlich oder anstelle des Endosperms das Perisperm als Nährgewebe, das aus dem umliegenden mütterlichen Gewebe, dem Nucellus, hervorgeht. Auch kann die Funktion des Nährstoffspeichers ganz oder teilweise von den Keimblättern übernommen werden, so etwa bei Hülsenfrüchtlern, bei Walnussgewächsen und bei der Avocado. Selten übernimmt das Hypokotyl diese Funktion, wie bei der Paranuss. Die extrem kleinen Samen der Orchideen besitzen nur wenig oder gar kein Endosperm und sind bei der Keimung auf eine symbiotische Ernährung durch Pilze angewiesen (Mykotrophie,  Mykorrhiza).
Einen ähnlichen Ablauf der Entwicklung wie beim nukleären Endosperm zeigen die frühesten Stadien der Entwicklung von Insekten (superfizielle Furchung).